# جاي ليتش (لاعب هوكي الجليد)
جاي ليتش (بالإنجليزية: Jay Leach)‏ هو لاعب هوكي الجليد أمريكي، ولد في 2 سبتمبر 1979 في سيراكيوز في الولايات المتحدة.

## وصلات خارجية
- جاي ليتش على موقع دوري الهوكي الوطني (الإنجليزية)
- جاي ليتش على موقع EliteProspects.com (الإنجليزية)
- جاي ليتش على موقع HockeyDB.com (الإنجليزية)
- جاي ليتش على موقع Hockey-Reference.com (الإنجليزية)